# União das Coroas
A União das Coroas (Março de 1603) decorre na sequência da subida ao trono da Inglaterra de Jaime VI, Rei da Escócia, que, assim, une a Escócia e a Inglaterra. Isto seguiu-se à morte da sua prima solteira e sem filhos, Isabel I de Inglaterra, a última monarca da dinastia Tudor.
O termo em si, mas agora geralmente aceito, é enganoso, pois, mais corretamente, esta foi apenas uma união pessoal ou dinástica, sendo que as Coroas permaneciam separadas, apesar dos esforços de Jaime para criar um novo trono "imperial" da "Grã-Bretanha". Inglaterra e Escócia continuaram como Estados soberanos, apesar de partilharem o mesmo monarca. Isso até o Ato de União, em 1707, durante o reinado do último monarca da dinastia Stuart, Ana da Grã-Bretanha.

## Processo de unificação

### Unificação anterior
Em agosto de 1503, Jaime IV da Escócia casou-se com Margarida Tudor, filha mais velha de Henrique VII de Inglaterra, e o espírito da nova era foi celebrado pelo poeta William Dunbar em The Thrissil and the Rois. O casamento foi fruto do Tratado de Paz Perpétua, celebrado no ano anterior e que, em tese, pôs fim a séculos de conflitos anglo-escoceses. O casamento trouxe a escocesa Casa de Stuart para a linha de sucessão Tudor da Inglaterra, apesar da improbabilidade de um príncipe escocês ascender ao trono inglês na época. No entanto, muitos do lado inglês estavam preocupados com as implicações dinásticas do matrimônio, incluindo alguns membros do Conselho Privado. 
O estado pacífico entre os dois povos foi encerrado em 1513 quando Henrique VIII de Inglaterra, que havia sucedido seu pai quatro anos antes, declarou guerra à França na Guerra da Liga de Cambrai. Em resposta, a França invocou os termos da Velha Aliança, seu antigo tratado informal de guerra com a Escócia. Consequentemente, Jaime invadiu o norte da Inglaterra levando à Batalha de Flodden.
Nas décadas seguintes, a Inglaterra invadiu repetidamente a Escócia, inclusive incendiando Edimburgo em maio de 1544. Em meados do reinado de Henrique VIII, a problemática da sucessão real atingia dimensões cada vez maiores quando a ausência de herdeiros masculinos dentro da própria Casa de Tudor tornou-se um fator político preocupante. A linhagem de Margarida Tudor foi excluída da sucessão inglesa, embora durante o reinado de sua sobrinha Isabel I tais preocupações tenham sido levantadas novamente. Na última década de seu reinado, ficou evidente que Jaime VI da Escócia, bisneto de Jaime IV e Margarida Tudor, seria o único herdeiro aceitável.

### Ascensão de Jaime VI
A partir de 1601, nos últimos anos da vida de Isabel I, alguns políticos ingleses - notadamente seu ministro-chefe Sir Robert Cecil - mantiveram uma correspondência secreta com Jaime VI para preparar com antecedência uma eventual sucessão pacífica. Cecil aconselhou Jaime VI a não pressionar a monarca sobre a questão da sucessão, mas simplesmente a tratá-la com bondade e respeito. A abordagem provou ser eficaz: "Eu confio que você não duvidará", Isabel I escreveu a Jaime VI, "mas que suas últimas cartas são aceitas de maneira tão aceitável que meus agradecimentos não podem faltar pelo mesmo, mas entregue-os a você com gratidão". Em março de 1603, com deterioração da saúde de Isabel I, Cecil enviou a Jaime um rascunho de proclamação de sua ascensão ao trono inglês. Fortalezas estratégicas foram colocadas em alerta e Londres sob vigilância. Isabel I morreu na madrugada de 24 de março de 1603. Dentro de oito horas, Jaime foi proclamado rei inglês sob o nome régio de "Jaime I de Inglaterra" sem reações negativas ou protestos da população ou lideranças políticas.
Em 5 de abril de 1603, Jaime partiu de Edimburgo para Londres e prometeu retornar a cada três anos. Tal promessa não foi cumprida, pois o monarca retornaria à capital escocesa apenas uma vez, em 1617. Jaime viajou lentamente de cidade em cidade visando chegar à Londres somente após o funeral de Isabel I. Segundo relatos, Jaime foi bem recebido pela população dos locais por onde sua comitiva passou. A coroação de Jaime como monarca inglês ocorreu em 25 de julho, embora as festividades tivessem que ser restritas por causa de um surto de peste. Uma entrada real com alegorias elaboradas fornecidas por poetas dramáticos como Thomas Dekker e Ben Jonson foi adiada até 15 de março de 1604, quando toda Londres compareceu para a ocasião: "As ruas pareciam pavimentadas com homens (...) barracas em vez de ricos mercadorias foram colocadas com crianças, caixilhos abertos cheios de mulheres", escreveu Dekker.
Apesar dos temores de certos setores da sociedade acerca do futuro reinado, a chegada de Jaime despertou um clima de alta expectativa. Os últimos anos do reinado de Isabel I foram abalados pelo confronto prolongado com a Espanha e a questão problemática da sucessão ao trono. Jaime I, por outro lado, era um monarca protestante e que já possuía herdeiros do sexo masculino seguramente mais aceitáveis ao trono. Entretanto, o reinado de Jaime I dividiu opiniões uma vez que suas decisões políticas iniciais atraíram crítica dos ingleses. O principal e mais óbvio impasse era a questão de seu tratamento e título reais exatos. Jaime pretendia ser intitulado "Rei da Grã-Bretanha e Irlanda", o que era amplamente combatido pelo Parlamento inglês.
Os parlamentares ingleses foram contrários à nova nomenclatura pois desejavam que a união entre as coroas fosse apenas uma união pessoal na figura do monarca e mantivesse as respectivas estruturas de Estado dos dois países separadas. Para Jaime, um monarca tipicamente escocês cuja experiência com parlamentarismo era limitada à realidade semifeudal de seu país natal - houve automaticamente um atrito profundo com o Parlamento. Em 20 de outubro de 1604, Jaime I decidiu contornar toda a questão assumindo unilateralmente o título de "Rei da Grã-Bretanha" através da "Proclamação sobre o Estilo de Majestade do Rei", anunciando que havia assumido "pela clareza de direitos" o nome e tratamento de "Rei da Grã-Bretanha, França e Irlanda e Defensor da Fé". Mesmo na Escócia, houve pouco apoio à medida, embora os dois parlamentos tenham sido eventualmente instados a levar todo o assunto "em consideração".